# 天房发展
天津市房地产发展（集团）股份有限公司，简称天房发展（上交所：600322），是一家中国房地产公司。

## 历史
天津市政府为统一建设改建办公室，1981年成立天津市建设开发公司，1992年整体改组为股份制企业。2001年9月，天房发展在上海证券交易所上市，成为天津市房地产行业首家上市公司。目前，天房发展是天津市本土房地产行业的龙头企业和天津房地产集团有限公司最重要的子公司。
2018年8月，天房集团总经理兼天房发展董事长熊光宇被免职。2018年10月23日，天房发展董事会秘书杨新喆辞职。